# Bahnhof Shinagawa
Der Bahnhof Shinagawa (jap. 品川駅, Shinagawa-eki) ist ein Bahnhof in der japanischen Hauptstadt Tokio. Trotz seines Namens steht er nicht im Bezirk Shinagawa, sondern im nördlich daran angrenzenden Bezirk Minato. Betrieben wird er gemeinsam von den Bahngesellschaften JR Central, JR East und Keikyū. Shinagawa ist ein bedeutender Umsteigeknoten: Hier halten Hochgeschwindigkeitszüge auf der Tōkaidō-Shinkansen, ebenso führen von hier aus verschiedene Strecken zur Miura-Halbinsel, zur Izu-Halbinsel und in die Region Tōkai. Ab 2027 soll Shinagawa der östliche Ausgangspunkt der Magnetschwebebahn Chūō-Shinkansen nach Nagoya sein.

## Verbindungen

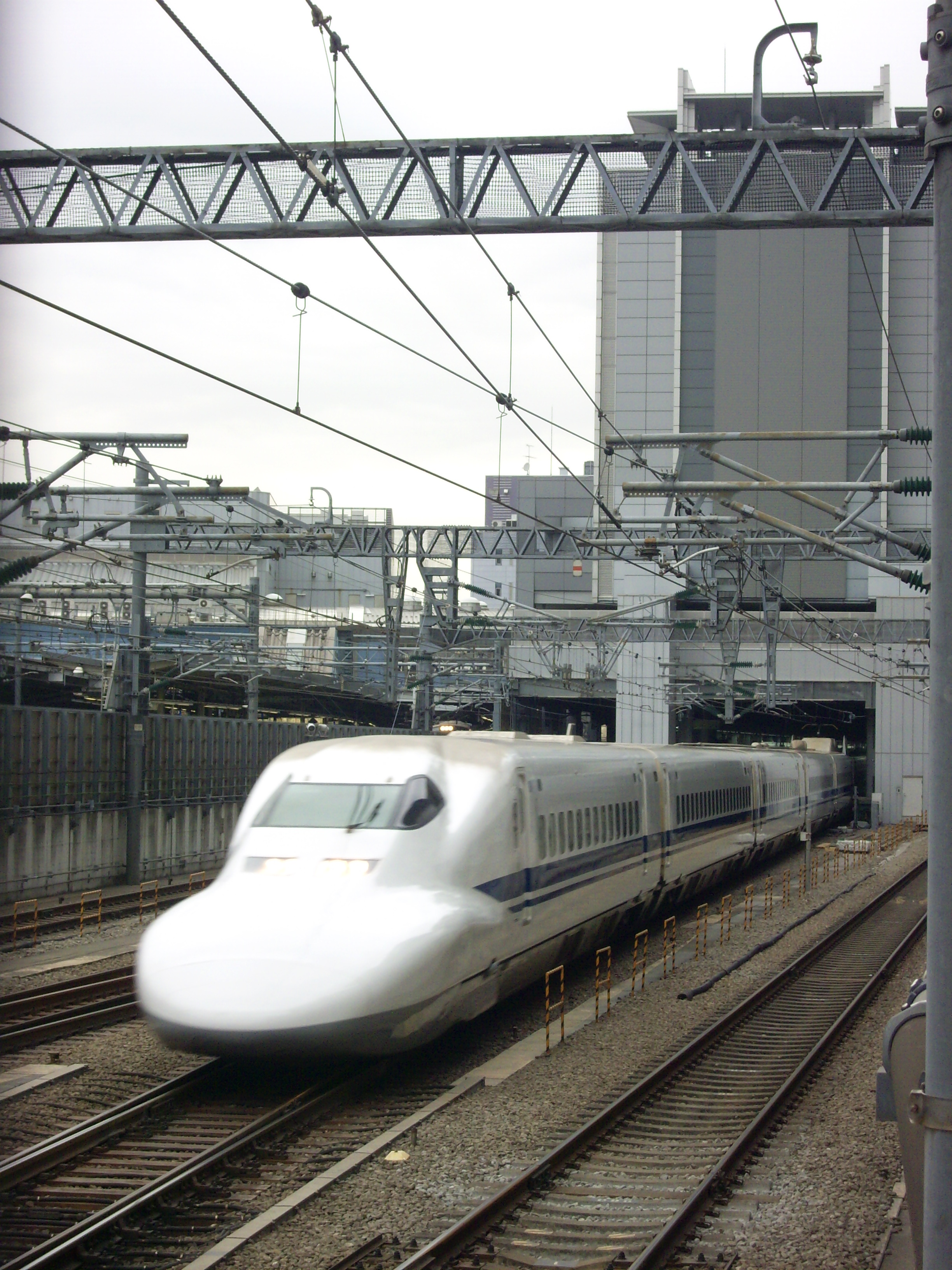
Ein Shinkansen verlässt Shinagawa

Shinagawa ist einer der bedeutendsten Eisenbahnknoten der Hauptstadt Tokio. Hier treffen Bahnstrecken dreier Bahngesellschaften aufeinander: die Tōkaidō-Shinkansen von JR Central, die Tōkaidō-Hauptlinie, die Keihin-Tōhoku-Linie, die Yamanote-Linie und die Yokosuka-Linie von JR East sowie die Keikyū-Hauptlinie von Keikyū. Auf der Schnellfahrstrecke Tōkaidō-Shinkansen, der wichtigsten Bahnstrecke des Personenverkehrs in Japan, wird Shinagawa von sämtlichen Shinkansen-Zügen bedient. Dies betrifft die Zuggattungen Kodama, Hikari und Nozomi, die sich durch die Bedienung unterschiedlich vieler Zwischenbahnhöfe unterscheiden. Stündlich gibt es acht bis elf Verbindungen je Richtung. Die östliche Endstation ist allen Fällen der Bahnhof Tokio, die westlichen Endstationen sind Nagoya, Shin-Osaka, Okayama, Hiroshima oder Hakata.
Die Tōkaidō-Hauptlinie dient überwiegend dem beschleunigten Pendlerverkehr über mittlere Entfernungen. Es verkehren in dichtem Takt zwei verschiedene Eilzüge, der Rapid Acty (快速アクティー, Kaisoku akutī) und der Commuter Rapid (通勤快速, Tsūkin Kaisoku) nach Atami bzw. Odawara. Hinzu kommen die Shōnan Liner (Eilzüge während der Verkehrsspitze mit reservierten Sitzplätzen), touristische Ausflugszüge sowie der zwischen Tokio und der Izu-Halbinsel verkehrende Regionalschnellzug Odoriko. Die meisten Nahverkehrszüge, deren Endstation früher der Bahnhof Tokio war, verkehren seit 2015 weiter auf der Ueno-Tokio-Linie, einer Viaduktstrecke über den Gleisen der Schnellfahrstrecke Tōhoku-Shinkansen zum Bahnhof Ueno. Sie werden auf diese Weise mit der Utsunomiya-Linie, der Jōban-Linie und der Takasaki-Linie im nördlichen Teil der Metropolregion verknüpft.
Die Yamanote-Linie umrundet das Stadtzentrum Tokios kreisförmig und gehört zu den am stärksten genutzten Bahnstrecken der Welt. Auf ihr fahren Nahverkehrszüge in beiden Richtungen alle drei bis fünf Minuten. Die Keihin-Tōhoku-Linie und die Yokosuka-Linie verlaufen zum größten Teil parallel zur Tōkaidō-Hauptlinie, decken den Lokalverkehr ab und verfügen über eigene Gleise. Erstere verbindet Ōmiya mit Yokohama, letztere ist im Bahnhof Tokio mit der in Chiba beginnenden Sōbu-Schnellbahnlinie verknüpft und führt über Yokohama nach Kurihama. Eine bedeutende Zugverbindung ist der Narita Express, der Shinagawa einerseits mit dem Flughafen Narita verbindet, andererseits mit Ōmiya, Takao und Ōfuna.
Die Nahverkehrs- und Eilzüge auf der Keikyū-Hauptlinie verbinden Shinagawa in südlicher Richtung mit dem Flughafen Haneda, Yokohama, Uraga, Misakiguchi und Zushi-Hayama. Zwar wird Shinagawa nicht direkt durch die U-Bahn Tokio erschlossen, doch besteht im nördlichen Nachbarbahnhof Sengakuji eine Durchbindung zur Asakusa-Linie. Diese wiederum ist in Oshiage mit dem Streckennetz der Keisei Dentetsu verknüpft, womit durchgehende Verbindungen unter anderem zwischen den Flughäfen Haneda und Narita möglich sind.

## Anlage
Shinagawa ist ein Trennungsbahnhof an der Grenze zwischen den Stadtteilen Takanawa und Konan, die beide zum Tokioter Bezirk Minato gehören. Die Grenze zum namensgebenden Bezirk Shinagawa verläuft rund 300 Meter weiter südlich. Auf der Westseite (in Takanawa) stehen mehrere große Hotels und das Einkaufszentrum WING Takanawa. Auf der Ostseite (in Konan) erstreckte sich einst ein weitflächiges Gebiet mit Industriegebäuden und Lagerhäusern, das ab den frühen 1990er Jahren im Rahmen eines Stadtentwicklungsprojekts durch ein Viertel mit zahlreichen Bürohochhäusern ersetzt wurde. Dazu gehören unter anderem die Hauptsitze von JR Central, Nikon und Sony; auch die Ozeanographische Hochschule Tokio befindet sich hier.
Die Anlage mit insgesamt 22 Gleisen liegt in einem breiten, niedrigen Einschnitt und ist von Norden nach Süden ausgerichtet. Sie besteht aus drei baulich miteinander verbundenen, aber betrieblich getrennten Teilen. Im Westen steht der Keikyū-Bahnhofteil, in der Mitte jener von JR East und im Osten der Shinkansen-Bahnhof von JR Central. Die Haupthalle erstreckt sich oberhalb der Bahnsteige in Ost-West-Richtung über die gesamte Breite des Bahnhofs. Dort befindet sich das Einkaufszentrum ecute Shinagawa, das einer Tochtergesellschaft von JR East gehört und mehr als 80 Läden umfasst. Der Bahnhofteil von JR Central liegt etwas nach Norden versetzt.
Der Busbahnhof auf dem östlichen Bahnhofsvorplatz wird von über zwei Dutzend Linien der Gesellschaften Toei Bus, Fuji Express, Keihin Express, Tokyo Airport Transportation und Tōkyū Bus bedient, darunter von mehreren Schnellbussen. Weitere zehn Linien halten vor dem westlichen Ausgang. Etwa 400 Meter nördlich steht der Busbahnhof Shinagawa für den Fernbusverkehr.
Im Fiskaljahr 2018 nutzten durchschnittlich 707.638 Fahrgäste täglich den Bahnhof. Davon entfielen 383.442 auf JR East, 288.199 auf Keikyū und 36.000 auf JR Central. Auf das Streckennetz von JR East bezogen ist Shinagawa somit der am fünftmeisten genutzte aller Bahnhöfe.

## Bilder

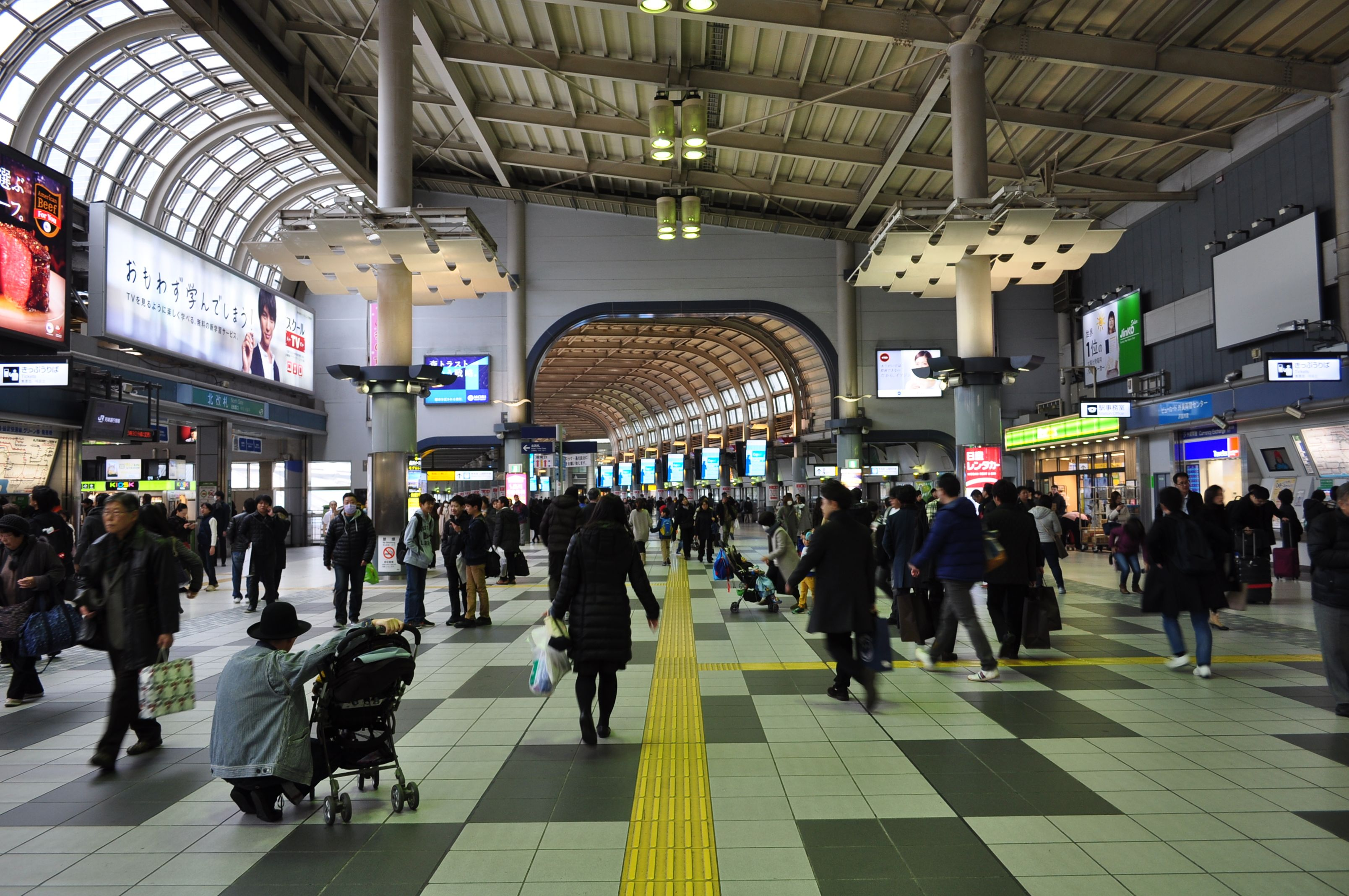
Ansicht der Haupthalle
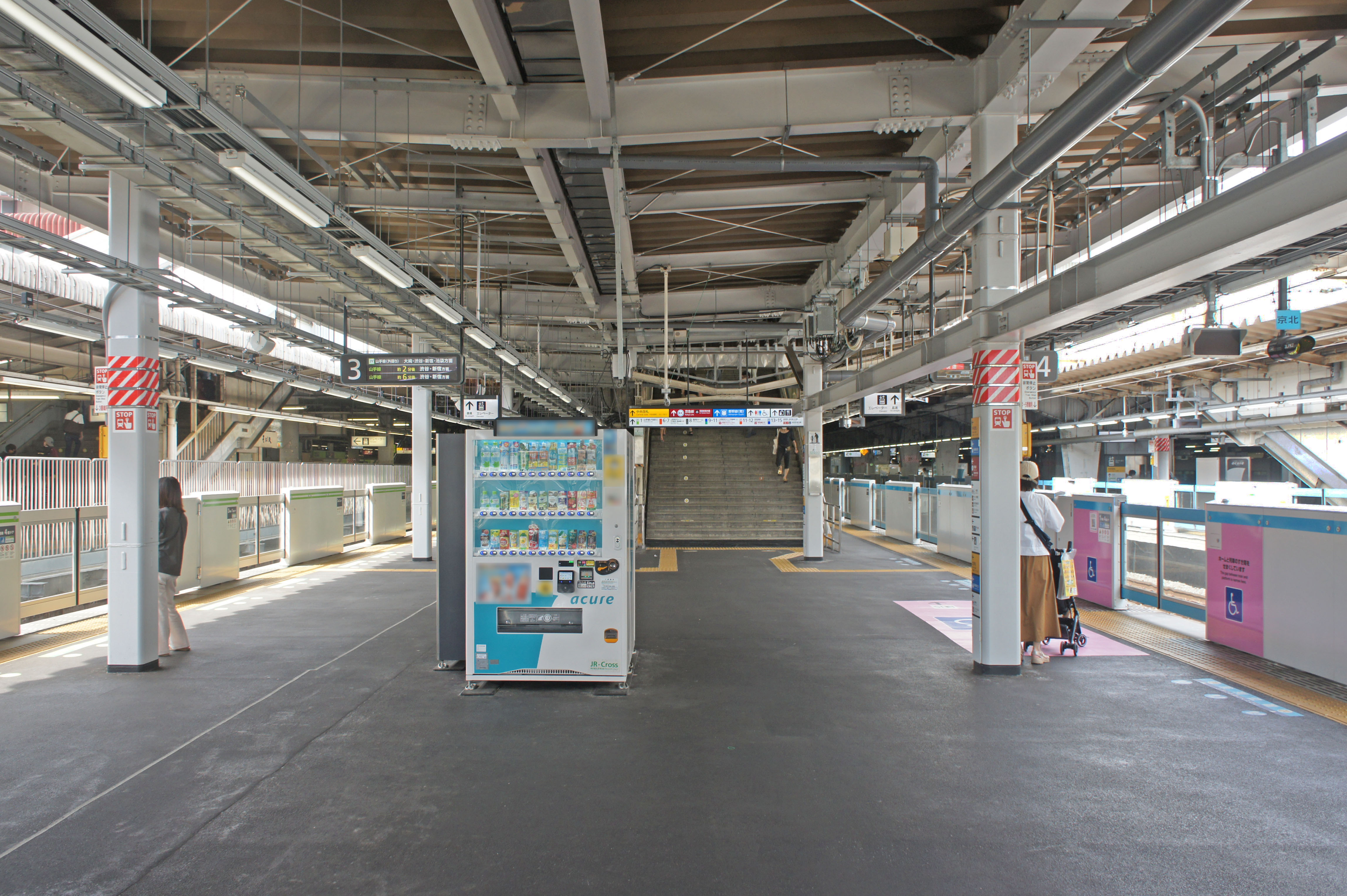
Bahnsteig 3/4 (JR East)
Shinkansen-Bahnsteige
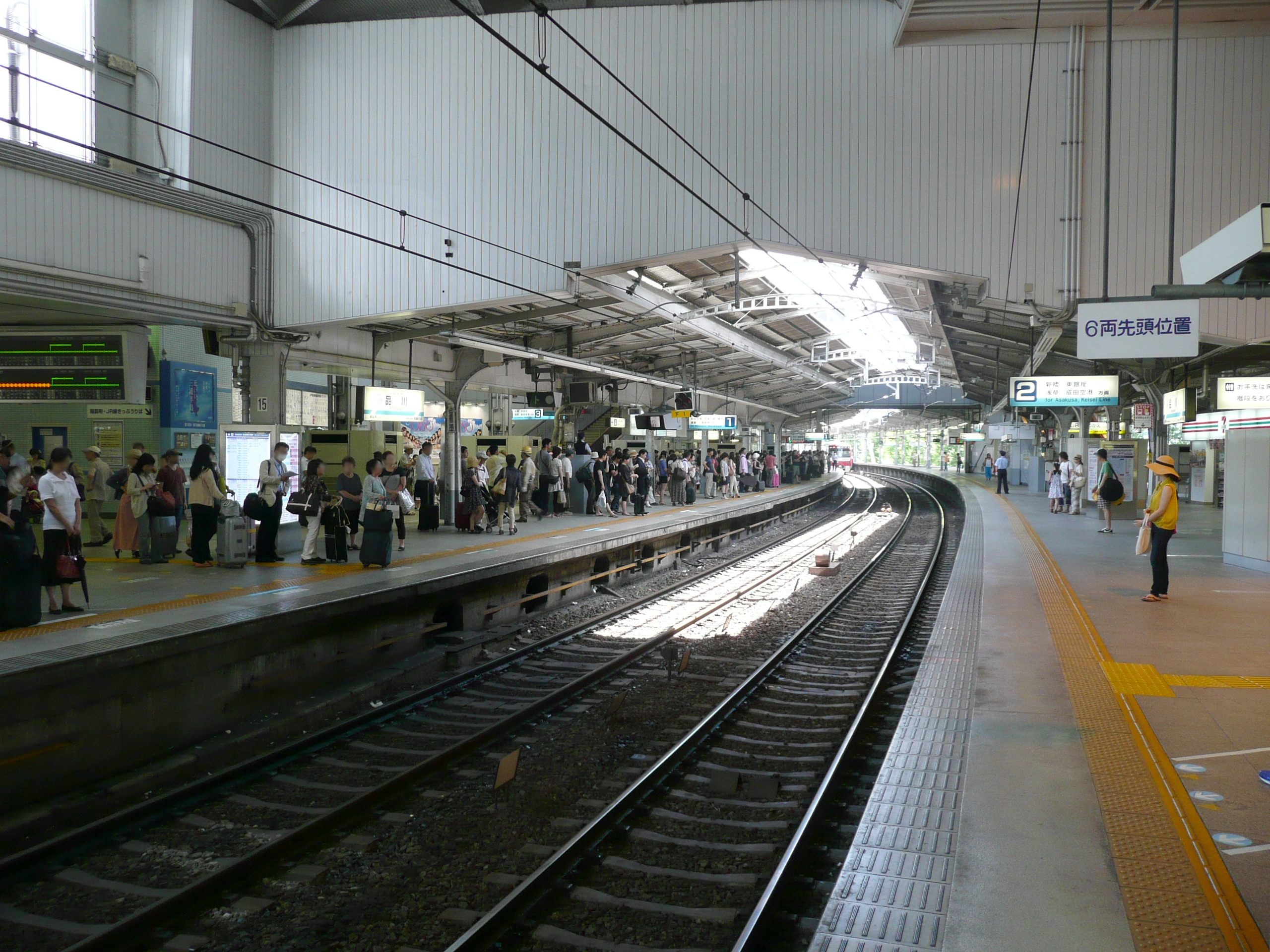
Bahnsteige von Keikyū

## Gleise
JR East
| 1     | ▉ Yamanote-Linie        | Shimbashi • Tokio • Ueno • Komagome                   |
| 2     | ▉ Yamanote-Linie        | Meguro • Shibuya • Shinjuku • Ikebukuro               |
| 3     | ▉ –                     | zurzeit außer Betrieb (2020)                          |
| 4     | ▉ Keihin-Tōhoku-Linie   | Tokio • Ueno • Akabane • Ōmiya                        |
| 5     | ▉ Keihin-Tōhoku-Linie   | Kamata • Kawasaki • Yokohama • Ōfuna                  |
| 6/7   | ▉ Ueno-Tokio-Linie      | Tokio • Ueno • Ōmiya • Utsunomiya • Takasaki          |
| 8     | ▉ –                     | temporärer Bahnsteig                                  |
| 9     | ▉ Jōban-Linie           | Tokio • Ueno • Toride • Hitachi • Iwaki               |
| 10/11 | ▉ Jōban-Linie           | Tokio • Ueno • Toride • Tsuchiura • Takahagi          |
| 11/12 | ▉ Tōkaidō-Hauptlinie    | Yokohama • Odawara • Atami • Itō                      |
| 13/14 | ▉ Sōbu-Schnellbahnlinie | Funabashi • Chiba • Flughafen Narita (Narita Express) |
| 14/15 | ▉ Yokosuka-Linie        | Ōfuna • Kamakura • Kurihama                           |

JR Central
| 21/22 | ▉ Tōkaidō-Shinkansen | Tokio                                              |
| 23/24 | ▉ Tōkaidō-Shinkansen | Shizuoka • Toyohashi • Nagoya • Kyōto • Shin-Osaka |

Keikyū
| 1 | ▉ Keikyū-Hauptlinie | Flughafen Haneda • Yokohama • Misakiguchi |
| 2 | ▉ Keikyū-Hauptlinie | Shimbashi • Asakusa • Flughafen Narita    |
| 3 | ▉ Keikyū-Hauptlinie | Yokohama • Zushi-Hayama • Uraga           |

## Linien
| Verlauf der Tōkaidō-Shinkansen |
| --- |
| Tokyo • Shinagawa • Shin-Yokohama • Odawara • Atami • Mishima • Shin-Fuji • Shizuoka • Kakegawa • Hamamatsu • Toyohashi • Mikawa-Anjō • Nagoya • Gifu-Hashima • Maibara • Kyōto • Shin-Osaka |

| Verlauf der Keihin-Tōhoku-Linie / Negishi-Linie |
| --- |
| Ōmiya • Saitama-Shintoshin • Yono • Kita-Urawa • Urawa • Minami-Urawa • Warabi • Nishi-Kawaguchi • Kawaguchi • Akabane • Higashi-Jūjō • Ōji • Kami-Nakazato • Tabata • Nishi-Nippori • Nippori • Uguisudani • Ueno • Okachimachi • Akihabara • Kanda • Tokyo • Yūrakuchō • Shimbashi • Hamamatsuchō • Tamachi • Takanawa Gateway • Shinagawa • Ōimachi • Ōmori • Kamata • Kawasaki • Tsurumi • Shin-Koyasu • Higashi-Kanagawa • Yokohama • Sakuragichō • Kannai • Ishikawachō • Yamate • Negishi • Isogo • Shin-Sugita • Yōkōdai • Kōnandai • Hongōdai • Ōfuna |

| Verlauf der Tōkaidō-Hauptlinie (Tokio–Atami) |
| --- |
| Tokyo • Shimbashi • Shinagawa • Kawasaki • Yokohama • Totsuka • Ōfuna • Fujisawa • Tsujidō • Chigasaki • Hiratsuka • Ōiso • Ninomiya • Kōzu • Kamonomiya • Odawara • Hayakawa • Nebukawa • Manazuru • Yugawara • Atami |

| Verlauf der Yamanote-Linie |
| --- |
| Shinagawa • Ōsaki • Gotanda • Meguro • Ebisu • Shibuya • Harajuku • Yoyogi • Shinjuku • Shin-Ōkubo • Takadanobaba • Mejiro • Ikebukuro • Ōtsuka • Sugamo • Komagome • Tabata • Nishi-Nippori • Nippori • Uguisudani • Ueno • Okachimachi • Akihabara • Kanda • Tokyo • Yūrakuchō • Shimbashi • Hamamatsuchō • Tamachi • Takanawa Gateway • Shinagawa |

| Verlauf der Sōbu-Schnellbahnlinie / Yokosuka-Linie |
| --- |
| Tsudanuma • Funabashi • Ichikawa • Shin-Koiwa • Kinshichō • Bakurochō • Shin-Nihombashi • Tokyo • Shimbashi • Shinagawa • Nishi-Ōi • Musashi-Kosugi • Shin-Kawasaki • Yokohama • Hodogaya • Higashi-Totsuka • Totsuka • Ōfuna • Kita-Kamakura • Kamakura • Zushi • Higashi-Zushi • Taura • Yokosuka • Kinugasa • Kurihama |

| Verlauf der Keikyū-Hauptlinie |
| --- |
| Sengakuji • Shinagawa • Kitashinagawa • Shimbamba • Aomono-yokochō • Samezu • Tachiaigawa • Ōmorikaigan • Heiwajima • Ōmorimachi • Umeyashiki • Keikyū Kamata • Zōshiki • Rokugōdote • Keikyū Kawasaki • Hatchōnawate • Tsurumi-Ichiba • Keikyū Tsurumi • Kagetsu-sōjiji • Namamugi • Keikyū Shinkoyasu • Koyasu • Kanagawa-Shimmachi • Keikyū Higashi-kanagawa • Kanagawa • Yokohama • Tobe • Hinodechō • Koganechō • Minamiōta • Idogaya • Gumyōji • Kamiōoka • Byōbugaura • Sugita • Keikyū Tomioka • Nōkendai • Kanazawa-bunko • Kanazawa-hakkei • Oppama • Keikyū Taura • Anjinzuka • Hemi • Shioiri • Yokosuka-chūō • Kenritsudaigaku • Horinouchi • Keikyū Ōtsu • Maborikaigan • Uraga |

## Geschichte

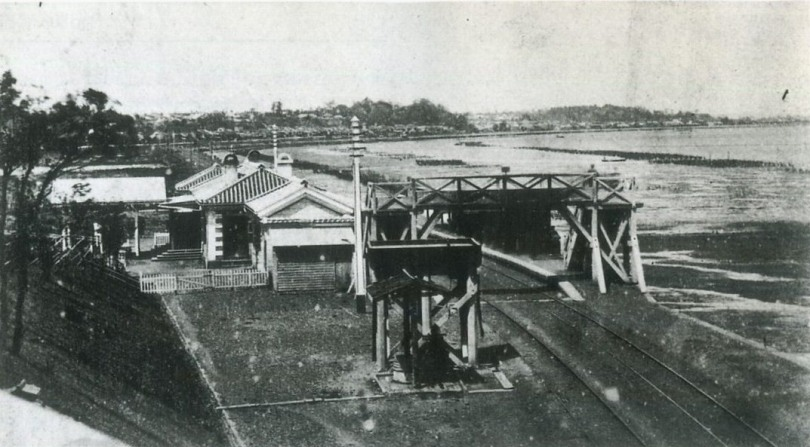
Bahnhof Shinagawa in den frühen 1870er Jahren

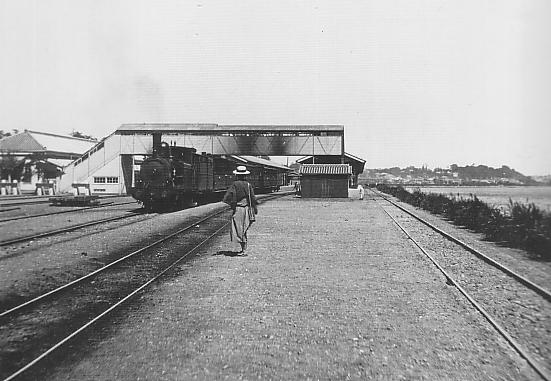
Der Bahnhof um 1897

Shinagawa ist der älteste Bahnhof Japans und steht heute noch an seinem ursprünglichen Standort, wenn auch von der ursprünglichen Anlage nichts erhalten geblieben ist. Die Arbeiten am ersten Empfangsgebäude, einem eingeschossigen Bauwerk im westlichen Stil, begannen am 10. September 1871 und waren am 20. Januar 1872 abgeschlossen; die Kosten beliefen sich auf 5472 ryō. Aufgrund von Bauverzögerungen musste der erste Teil der Tōkaidō-Hauptlinie (Japans erste Eisenbahnstrecke) in zwei Etappen eröffnet werden. Am 12. Juni 1872 wurde der Bahnbetrieb provisorisch zwischen Shinagawa und Yokohama (heute Sakuragichō) aufgenommen. Kaiser Meiji eröffnete die Bahnlinie offiziell am 14. Oktober 1872, zusammen mit dem noch fehlenden Abschnitt von Shinagawa nach Shimbashi. Die Trasse verlief damals unmittelbar an der Bucht von Tokio entlang, heute liegt die Küste aufgrund umfangreicher Landgewinnung über einen halben Kilometer weiter östlich.
Am 1. März 1885 nahm die private Bahngesellschaft Nippon Tetsudō den ersten Abschnitt der heutigen Yamanote-Linie in Betrieb, die von Shinagawa über Shibuya und Shinjuku nach Akabane führte. Sie diente im Gegensatz zu heute nicht dem städtischen Nahverkehr, sondern in erster Linie als Verbindung zur Tōhoku-Hauptlinie. Die staatliche Eisenbahnverwaltung führte am 1. April 1898 den Güterumschlag ein und verstaatlichte am 1. November 1906 die Nippon Tetsudō. Das Miteinbeziehen neuer Strecken machte mehrmals Um- und Ausbauten des Bahnhofs erforderlich. So nahm die Staatsbahn am 20. Dezember 1914 die Keihin-Linie (heutige Keihin-Tōhoku-Linie) zwischen dem neuen Tokioter Hauptbahnhof und Yokohama in Betrieb. Seit dem 8. Mai 1904 hatte die Keikyū-Hauptlinie der Bahngesellschaft Keikyū ihren Ausgangspunkt einige hundert Meter südlich des Bahnhofs und teilte sich die Haltestelle mit der Straßenbahn Tokio. Da die Vereinbarung zur Durchbindung von Zügen am 11. August 1924 nicht erneuert worden war, verlegte die Keikyū die Tokioter Endstation am 11. März 1925 zunächst zur Haltestelle Takanawa auf dem Bahnhofsvorplatz und am 1. April 1933 in den Bahnhof Shinagawa selbst.
Luftangriffe der United States Army Air Forces richteten am 24. Mai 1945 schwere Schäden am Bahnhof an, der Betrieb konnte jedoch notdürftig aufrechterhalten werden. Am 1. Oktober 1964 nahm die Japanische Staatsbahn den Güterumschlag mit Containern auf. Die Keihin-Tōhoku-Linie wurde am 21. Juni 1968 von Shinagawa nach Sengakuji verlängert, wodurch auch eine Durchbindung zur Asakusa-Linie der U-Bahn Tokio entstand. Ab 1. Oktober 1976 verkehrten Züge der Sōbu-Schnellbahnlinie nach Shinagawa; vier Jahre später erfolgte ein Zusammenschluss mit der Yokosuka-Linie, was ebenfalls umsteigefreie Verbindungen ermöglichte. Im Rahmen der Staatsbahnprivatisierung ging der Bahnhof am 1. April 1987 in den Besitz der neuen Gesellschaft JR East über. Seit dem 1. April 1993 ist es möglich, ab Shinagawa mit Keikyū-Zügen zum Flughafen Haneda zu fahren. JR Freight wiederum gab den Güterumschlag am 3. Dezember 1994 auf. Mit der Fertigstellung des Verbindungsdurchgangs Rainbow Road (レインボーロード) am 1. November 1998 war es nun möglich, den Bahnhof von der Ost- zur Westseite zu durchqueren, ohne dafür eine Bahnsteigkarte kaufen zu müssen.
Die Staatsbahn strebte in den 1980er Jahren danach, Shinagawa zu einem Shinkansen-Bahnhof auszubauen. Ihre Nachfolgerin JR Central, die seit der Privatisierung für den Betrieb der Schnellfahrstrecke Tōkaidō-Shinkansen zuständig ist, führte das Projekt fort. Sie wollte die benötigten Grundstücke zum Buchwert erwerben, der von der Staatsbahn errechnet worden war. Die Eigentümerin JR East verlangte hingegen den deutlich höheren Marktwert. Nach dem Platzen der Bubble Economy sank der Marktwert beträchtlich und JR Central willigte ein. Die Bauarbeiten begannen am 26. Mai 1997 und am 1. Oktober 2003 ging der neue Bahnhofteil in Betrieb. Die Hauptstadt erhielt damit einen zweiten Halt an der Tōkaidō-Shinkansen, was wesentlich zur Entlastung des Endbahnhofs Tokio beitrug. Im November 2018 begannen die Bauarbeiten am unterirdischen Endbahnhof der Magnetschwebebahn Chūō-Shinkansen. Sie soll im Jahr 2027 eröffnet werden und wird dereinst Shinagawa mit Nagoya verbinden. Der neue Bahnhof wird in 40 Metern Tiefe liegen und vier Gleise an zwei Mittelbahnsteigen umfassen.